# Vianants Danza
Vianants Danza va ser una companyia de dansa contemporània valenciana que va estar activa del 1984 al 1994.

## Història
El seu primer treball coreogràfic i audiovisual, Vianants, codirigit per iniciativa de Gracel Menéu i el fotògraf Pedro Pablo Hernández, li donarà nom el 1984. Aquest tàndem de dansa i fotografia serà una de les innovacions que va aportar a l'escena nacional la companyia. La importància de les projeccions i de la il·luminació serà una de les claus del seu èxit en nombrosos festivals europeus on van ser convidats. L'últim espectacle es presenta el 1994.
L'estil de la companyia va evolucionar al llarg dels deu anys d’existència, que es va iniciar amb una idea de la dansa cimentada en la interdisciplinarietat, combinant les imatges audiovisuals, la música i la coreografia amb diversos ballarins en escena. Alguns dels seus integrants havien format part de L’Espantall Modern Danse Group, dirigit per Gérard Collins a Barcelona. Per la seva banda, Hernández és qui va aportar amb la seva estètica la idea bàsica —un espectacle de dansa sobre un fons audiovisual— dels tres primers treballs de la companyia.

## Estrenes
En Vianants és fonamental la influència que van exercir en la coreògrafa les seves estades a Barcelona i Nova York; és a dir, la gran metròpoli com a font d’inspiració. Tretze peces formen l'espectacle, que tracta d’evocar la fragmentació de l’ésser humà entre l'espai públic i el privat. El sofisticat desplegament tècnic de dotze projectors mostra l’interès primerenc per les noves tecnologies aplicades a la dansa, que juntament amb l'elecció d’algunes músiques minimalistes i electròniques accentuen la sensació de ritme trepidant de gran ciutat.
En el segon espectacle, estrenat el 1987 i titulat Via, la idea inicial és el viatge. El tren s’utilitza com a punt de partida de la investigació del moviment petit i fragmentat mitjançant la improvisació, abrigallat per la música contemporània, amb una tendència cap a la percussió, de Víctor Nubla.
L’any 1988 s’estrena Shuei, estructurat en set escenes en les quals s’utilitza la paraula per part de les tres ballarines: Cristina Andreu, Mónica Extremiana i Gracel Menéu. Al principi els gestos que es realitzen en les cadires són quotidians, extrets de les actituds de l’ésser humà davant l'espera. Després es tornen més elaborats i teatrals mentre es van construint frases coreogràfiques que han partit del posat més simple. Les fotografies d’Hernández i la música de Joan Cerveró evoquen aromes orientals; alguns fragments de la partitura s’interpreten en directe, mentre que uns altres són més minimalistes i estan prèviament gravats. Aquesta idea inicial d’unió d’imatge i moviment es va transformant fins a concebre la dansa com una part més de l'espectacle, en el qual la veu s’uneix al gest a partir d’un concepte sorgit del text literari i centrat en el solo o amb pocs ballarins-actors.
Solos (1990) és un espectacle amb una interpretació suggeridora i personal de la coreògrafa, inspirada pels textos de García Lorca i d’Ana Rossetti i per les músiques de Carles Santos, Joan Cerveró, Ricardo Pachón, Meredith Monk i Wayne Hankin. L'espectacle ens submergeix en un món privat de sentiments i desitjos femenins. Utilitza normalment un sol element escenogràfic (elaborat per Rafa Gamarra) per a cadascun dels quadres o escenes, que completen aquest conjunt de solos. Una regadora, un tamboret, un fons de flors i canyes, un mirall, un mantó, etc., són utilitzats com si fossin éssers vius, orgànics, i part indispensable de la coreografia.
Bujaraluz by night, amb música de Carles Santos, va ser premi a la millor coreografia dels Teatres de la Generalitat Valenciana.
Creada per Gracel i Toni Aparisi, Pi és la següent estrena, del 1991. La simbologia del nombre matemàtic i l'estructura de la peça coreogràfica, que és bastant complexa, gairebé matemàtica, s’adapta a la composició musical de Carles Santos.
A Gàrgoles s’estrena com a coreògraf en solitari Toni Aparisi, amb músiques medievals i els «harmònics» de Llorenç Barber. Dividit en deu quadres, els cinc ballarins representen uns arquetips medievals triats a partir dels personatges que apareixen en les escultures de la Llotja de València, del segle XV. Els seleccionats són: el profeta, la dona, el diable, l’àguila i l’harpia, cadascun amb moviments propis que defineixen el seu caràcter, el seu poder i les seves debilitats. S’estrena el 1992.
Illa–Dona és un solo de 1993 que està inspirat en l’aigua com a font de vida i símbol de fecunditat, representada com una dona que recorre l'escena i vol convertir-se en aigua.
L’últim espectacle, presentat per la companyia el 1994 i titulat Sang, es basa en el text dramàtic de Lorca Bodas de sangre, amb un estil coreogràfic depurat i un to íntim. Tant Montse Anfruns com Gracel Menéu ballen, canten a capella, reciten, emeten sons onomatopeics, ploren i riuen, tractant de deconstruir part del text, dividint les paraules o repetint i multiplicant cada vers.